# Nobel (pierwiastek)
Nobel (No, łac. nobelium) – pierwiastek chemiczny, aktynowiec. Nazwa pochodzi od nazwiska chemika Alfreda Nobla. Pierwszy raport z syntezy tego pierwiastka, który nie budzi żadnych kontrowersji, pochodzi z 1966 roku i opisuje syntezę wykonaną w Zjednoczonym Instytucie Badań Jądrowych w Dubnej (wówczas ZSRR) i dlatego, po wielu latach kontrowersji, w 1992 roku IUPAC-IUPSP Transfermium Working Group (TWG) przyznała pierwszeństwo w odkryciu tego pierwiastka zespołowi rosyjskiemu. Izotop 254102No o okresie półtrwania (50 ± 10) s został wówczas otrzymany w dwu niezależnych reakcjach:
24395Am + 157N → 254102No + 4n
23892U + 2210Ne → 254102No + 6n
Możliwe jednak, że pierwiastek otrzymano po raz pierwszy w 1958 pod kierunkiem Alberta Ghiorso w Berkeley w Kalifornii.
Eksperyment polegał na bombardowaniu izotopu 246Cm jądrami (jonami) węgla 12C:
24696Cm + 126C → 254102No + 4n
Jednak z powodu niepewności wyrażonej przez autorów publikacji oraz znacznej rozbieżności wyznaczonego rok później przez ten sam zespół czasu połowicznego rozpadu izotopu 254102No (3 s) od wyników późniejszych badań, raport ten nie został uznany za wystarczająco wiarygodny dla przyznania pierwszeństwa w odkryciu.